# Voïnyliv
Voïnyliv (ukrainien : Войнилів) est une commune urbaine de l'oblast d'Ivano-Frankivsk, en Ukraine. Elle compte 2 619 habitants en 2021, 2 540 habitants en 2024.